# سوسوز (کاهتا)
سوسوز (به ترکی استانبولی: Susuz) (به کردی: Bejyani) یک منطقهٔ مسکونی کردنشین در ترکیه است که در کاهتا واقع شده‌است.